# Te Urewera

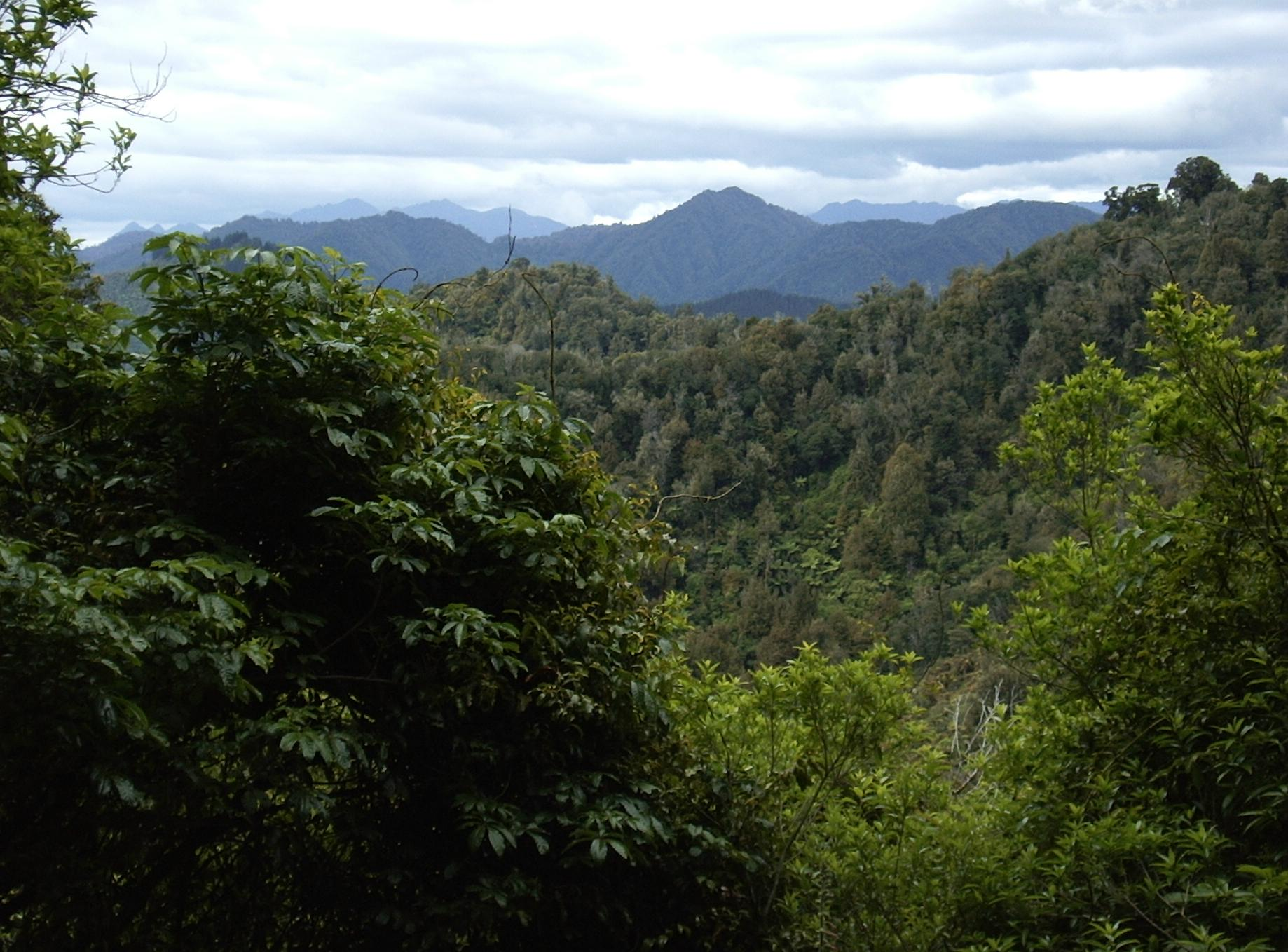
Te Urewera

Te Urewera je z převážné části zalesněné, spoře obydlené území na středovýchodě Severního ostrova Nového Zélandu.

## Poloha
Většina území leží v regionu Hawke's Bay, část se nachází v Bay of Plenty. Jedná se o kopcovitou oblast zahrnující pohoří Huiarau, Ikawhenua a Maungapohatu. K hlavním sídlům oblasti patří Ruatahuna a Ruatoki. Jedná se o značně izolovanou část Nového Zélandu, kterou protíná pouze jedina cesta, a sice státní dálnice 38 (State Highway 38).

## Dějiny
Te Urewera představuje tradiční území maorského kmene Ngāi Tūhoe. Následkem značné geografické izolace představovala Te Urewera jednu z posledních oblastí nárokovaných Britskou korunou.
V roce 1954 byl na území vyhlášen Národní park Te Urewera. Park s rozlohou kolem 2,127 km² představoval ve své době největší z tehdejších čtyř novozélandských národních parků. Na dalších 60 let podléhal managementu novozélandské vlády (od roku 1987 Ministerstvu památkové péče). V roce 2014 národní park zanikl s tím, jak novozélandská vláda prohlásila území za „právnický subjekt“ (a legal entity) „se všemi právy, pravomocemi, povinnostmi a závazky právnické osoby“, což byl poměrně revoluční zákon v rámci Nového Zélandu i celosvětově. Správa Te Urewera byla předána z rukou Ministerstva památkové péče do rukou Maorů z kmene Ngāi Tūhoe. Předání parku doprovázela formální omluva státu a 170 milionů novozélandských dolarů jako odškodnění za způsobenou újmu a křivdy minulosti.
Udělení zvláštního právního statutu pro oblast Te Urewera představuje příklad, jak se vyrovnat s kolonizační minulostí a jakým způsobem lze zahrnout koncepty a zvyky domorodých obyvatel do Západního práva.
V roce 2017 byl status právnické osoby udělen i hoře Taranaki a řece Whanganui.